# Gunnar Bornö

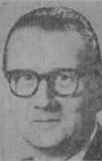
Gunnar Bornö

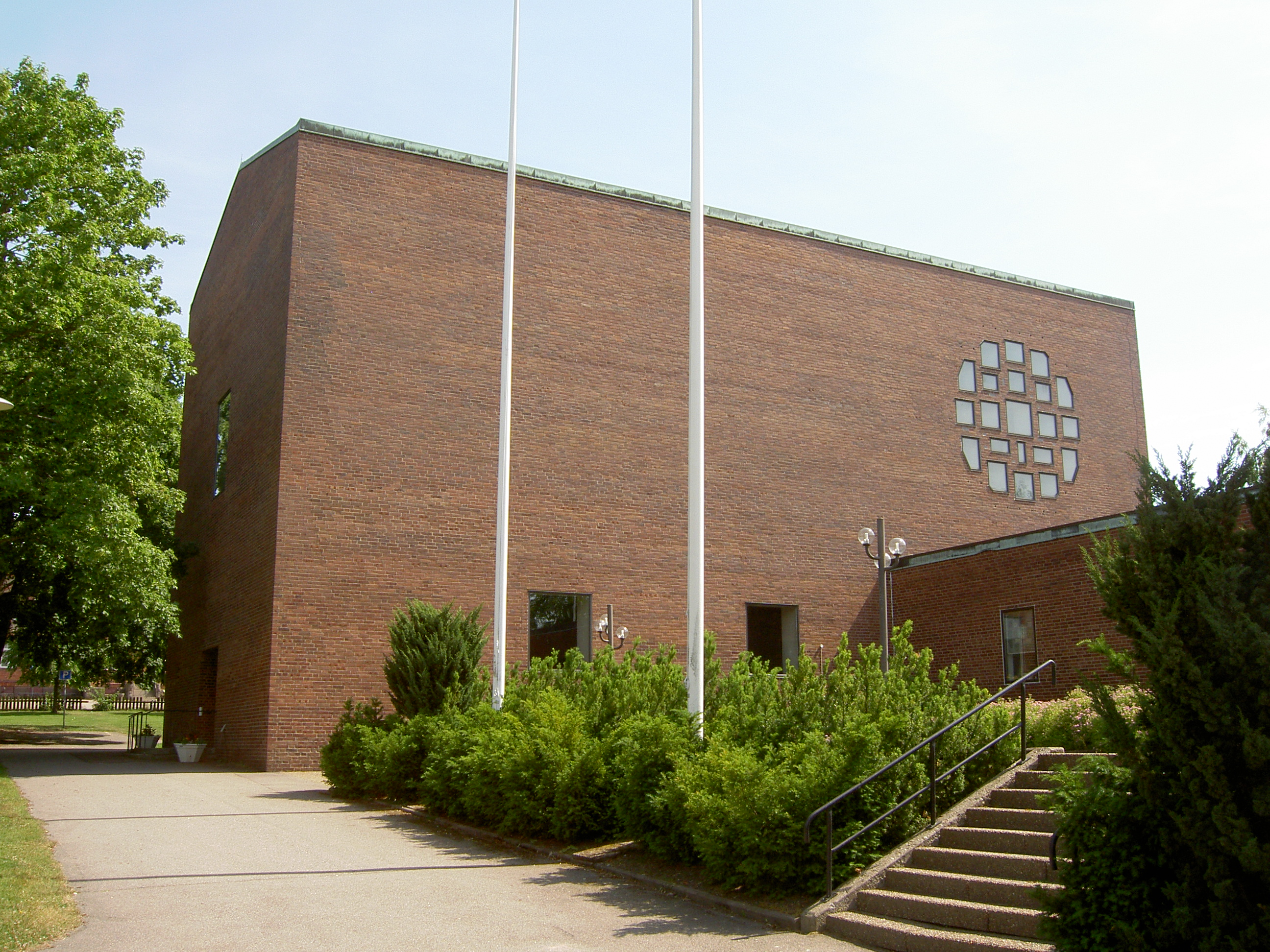
Säffle kyrka.

Nils Gunnar Bornö, född 11 oktober 1905 i Göteborg, död där 26 mars 1980, var en svensk arkitekt.
Bornö utexaminerades från Slöjdföreningens skola i Göteborg 1921 och från Göteborgs musei rit- och målarskola 1928. Han var anställd hos länsarkitekt Allan Berglund 1919–1927, hos arkitekt Gotthard Ålander 1927–1942, hos arkitekt Nils Einar Eriksson 1942 och delägare i Nils Einar Eriksson Arkitektkontor AB från 1960, och deltog därigenom i projekteringen av Säffle stadshus. Han vann arkitekttävlingen om Säffle kyrka (1959) som stod färdig 1965.